# V Korpus Górski SS
V Korpus Górski SS (zwany później V Ochotniczym Korpusem Górskim SS) – jednostka niemiecka, uczestniczyła w walkach z partyzantami w Jugosławii i z Armią Czerwoną.
Korpus utworzony został 1 lipca 1943 roku w Berlinie i na poligonie piechoty w Milowitz obok Pragi. W marcu 1943 roku zmieniono nazwę na V Ochotniczy Korpus Górski SS.  Po akcjach antypartyzanckich w Jugosławii, pod koniec 1944 roku przeniesiony do Niemiec. W składzie Grupy Armii Wisła uczestniczył w walkach przeciw Armii Czerwonej, przez którą został rozbity 1945 roku w czasie bitwy o Berlin.

## Dowódcy korpusu
- gen. Artur Phleps (lipiec 1943 – wrzesień 1944)[2]
- gen. Friedrich Wilhelm Krüger (wrzesień 1944 – 1 marca 1945)[2]
- gen.[3] Friedrich Jeckeln (marzec 1945 – maj 1945)[4].

## Skład 26 grudnia 1943 roku
- Jednostki korpuśne (oznaczone numerami 101 i 105, m.in.: batalion rozpoznawczy, łączności, pancerny, sanitarny, przeciwlotniczy)
  - Artilleriekommandeur V. SS-Gebirgskorps
  - SS-Nachrichten-Abteilung 105
  - SS-Aufklärungs-Abteilung 105
  - SS-Panzer-Abteilung 105
  - SS-Sturmgeschütz-Abteilung 105
  - SS-Artillerie-Abteilung 105
  - SS-Flak-Abteilung 105
  - SS-Werfer-Abteilung 105
  - SS-Sanitäts-Abteilung 101
  - SS-Nachschubtruppen 101
  - SS-Sturmbataillon V (od kwietnia 1945)
  - SS-Sturmgeschütz-Abteilung „Skanderbeg“ (od kwietnia 1945)
- 7 Ochotnicza Dywizja Górska SS „Prinz Eugen”
- 32 Ochotnicza Dywizja Grenadierów SS „30 Januar”
- 35 Dywizja Grenadierów Policji SS
- 36 Dywizja Grenadierów SS Dirlewanger
- 502 Batalion Czołgów Ciężkich
- 181 Dywizja Piechoty
- 369 Chorwacka Dywizja Piechoty
- 118 Dywizja Strzelców
- 1 Dywizja Strzelców Górskich